# V (Vanessa Hudgens)
V è il primo album in studio della cantante statunitense Vanessa Hudgens, pubblicato il 26 settembre 2006 dalla Hollywood Records.

## Descrizione

### Pubblicazione
Dopo il grande successo ottenuto dal film TV High School Musical per il canale satellitare Disney Channel, nel quale interpretava il ruolo di Gabriella Montez, Vanessa Hudgens firmò un contratto con la Hollywood Records che le fece incidere il suo primo album solista.
La canzone Whatever Will Be, traccia numero 9 dell'album, è una cover dalla cantante australiana Tammin.
Vanessa Hudgens ha lanciato il disco durante il tour delle Cheetah Girls assieme alla sua collega di High School Musical, Ashley Tisdale, che ha lanciato anche lei il suo album di debutto Headstrong. Negli Stati Uniti l'album è stato pubblicato il 26 settembre 2006, mentre in Italia il 1º dicembre 2006.
L'album, pubblicato in varie versioni per il mercato statunitense, per quello internazionale e per quello giapponese, ha avuto un buon successo commerciale raggiungendo, al debutto, la posizione 24 nella classifica di Billboard. e raggiungendo le 500 000 copie vendute. In totale negli Usa ha venduto 600,000 copie, e a livello mondiale 1,200,000. .Avendo avuto tanto successo questo album negli Stati Uniti d'America
è stato premiato con due dischi d'oro mentre in Argentina le è stato dato un disco di platino.

### Singoli
Il primo singolo pubblicato, che ha antipato l'uscita dell'album, è Come Back to Me, uscito il 25 agosto 2006.
Il secondo singolo è stato Say OK uscito nel marzo del 2007, accompagnato dal videoclip che, come il primo, è stato trasmesso in anteprima su Disney Channel e al quale ha partecipato anche Zac Efron.
Il terzo e ultimo singolo estratto, Let's Dance, è uscito a settembre del 2007.

### Videoclip
Dei tre singoli estratti da V sono stati realizzati anche due videoclip. Quello di Come Back to Me è stato diretto da Chris Appleboum e mostra Vanessa che balla e canta tra luci sfavillanti e vistosi lampadari. Del video di Say Ok ne sono state realizzate due versioni: la prima, di cui ha avuto l'esclusiva il solo Disney Channel, è formata da spezzoni di concerti della cantante, mentre la seconda è incentrata su una storia d'amore vissuta con la guest star del video, Zac Efron, fidanzato e collega di Vanessa Hudgens nella saga di High School Musical.
Let's Dance è stata promossa nel tour di High School Musical e fu fatto un video live.

## Tracce
1. Come Back to Me – 2:47 (Armato, James, Beckett, Crowley)
2. Let Go – 3:05 (Bojanic, Hooper, Levan)
3. Say OK – 3:08 (Birgisson, Kotecha)
4. Never Underestimate a Girl – 3:33 (Gerrard, Nevil)
5. Let's Dance – 2:53 (Gerrard, Jeberg, Benenate)
6. Drive – 3:25 (Haywood, Norland)
7. Afraid – 3:17 (James, Haywood, Spalter)
8. Promise – 3:16 (James, Haywood, Peiken)
9. Whatever Will Be – 3:47 (Kotecha, Falk, Shultze)
10. Rather Be with You – 3:34 (Bojanic, Hooper)
11. Psychic – 3:01 (Vieira)
12. Lose Your Love – 3:01 (Vieira)

Tracce aggiunte nell'edizione deluxe
1. Too Emotional – 2:50
2. Drip Drop – 3:32
3. Don't Talk – 2:35
4. Make You Mine – 3:40
5. Come Back to Me (Chris Cox Radio Mix) – 4:23

## Remix
Le canzoni Come Back to Me e Say Ok sono state remixate molteplici volte da DJ e produttori americani. Il remix più noto di Come Back To Me è quello di Bimbo Jones, disponibile come download digitale su iTunes e incluso nel singolo. Con Say Ok remixata, invece, si è girata la seconda versione dell'omonimo video in cui appare anche Zac Efron.